# Kastoreum

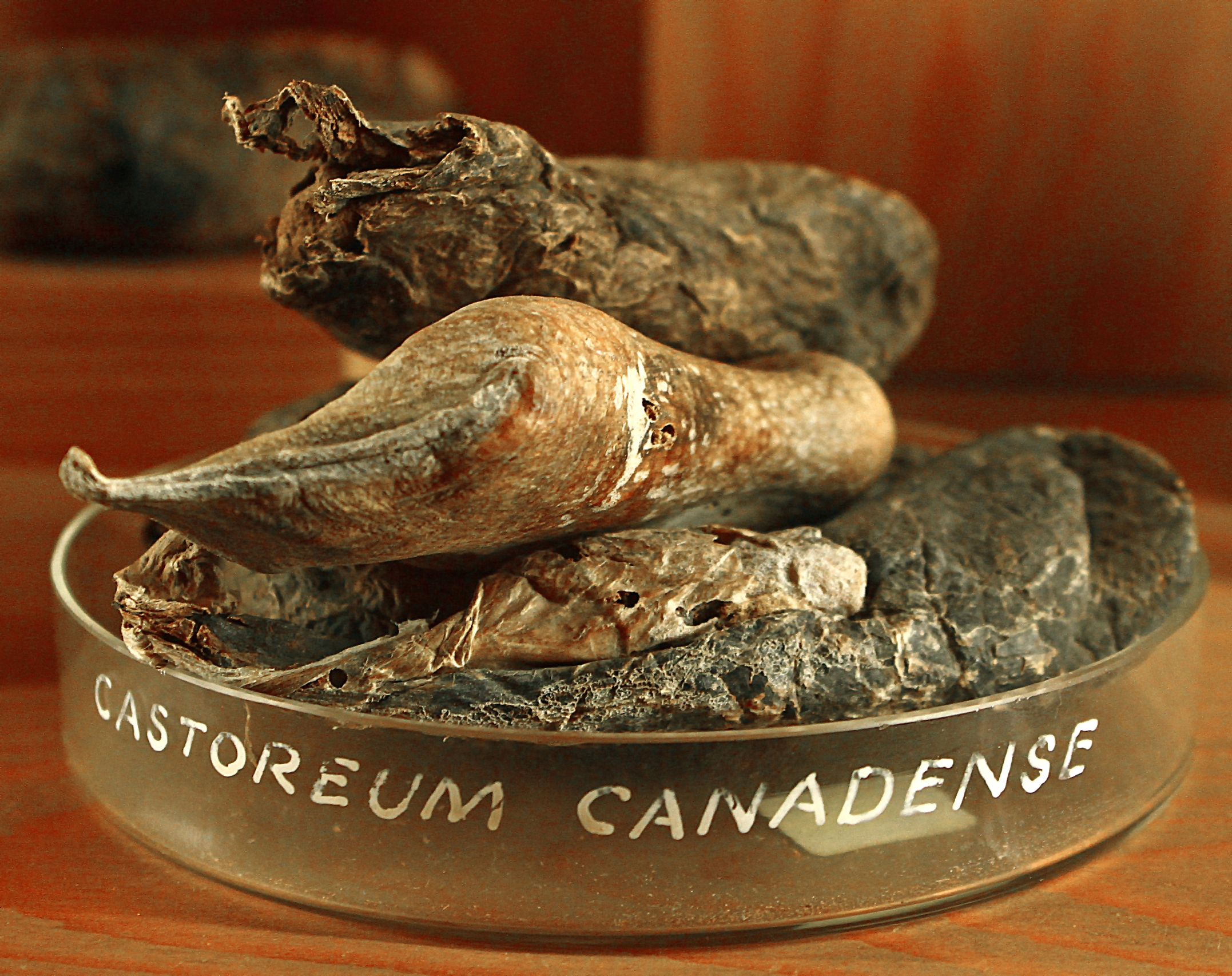
Wysuszone „worki strojowe” bobra kanadyjskiego

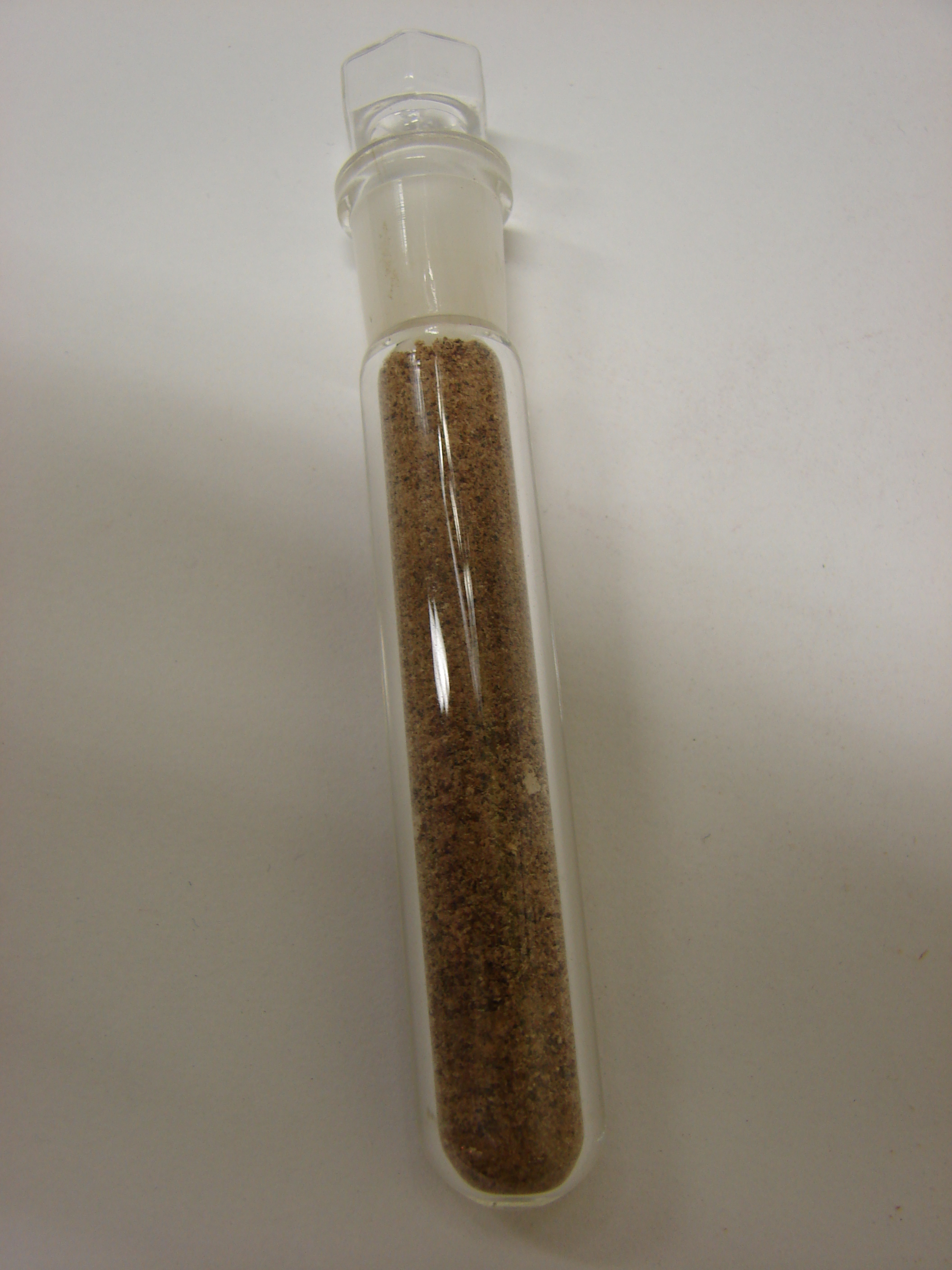
Wysuszone i rozdrobnione kastoreum

Aldehyd salicylowy

Kastoreum (strój bobrowy) – żółtawa wydzielina gruczołów skórnych bobra europejskiego (Castor fiber) oraz kanadyjskiego (Castor canadensis). Aromatycznym składnikiem tej substancji jest przede wszystkim kastoramina. Służy tym zwierzętom do natłuszczania futra i – w połączeniu z moczem – do znaczenia swojego terytorium. Bobry obu płci mają parę gruczołów, znajdujących się w dwóch wnękach pod skórą między miednicą a nasadą ogona, oraz parę worków, w których gromadzi się ich wydzielina.
Aby zwiększyć ilość pozyskiwanej wydzieliny, przenosi się zapachy z jednych żeremi do drugich – samiec bobra instynktownie pokrywa obcy zapach własnym, produkując dużą ilość wydzieliny do specjalnie przygotowanych zbiorniczków. Kastoreum uzyskuje się przez ekstrakcję tych wydzielin, a także przez macerację wysuszonych gruczołów, w których powstaje wydzielina. Gruczoły mają masę ok. 100 g. Po wysuszeniu są ciemne, twarde i dają się łatwo rozdrobnić. Poprzez odpowiednie dobranie technologii można uzyskać tinkturę, absolut, lub poprzez zastosowanie ekstrakcji alkoholem na gorąco – rezynoid. Roztwory kastoreum, podobnie jak ambra, są utrwalaczami zapachu w perfumach oraz stanowią dodatek zapachowy do mydeł i pudrów.

## Zastosowanie
Stosowany w przemyśle perfumeryjnym do „zaokrąglenia” zapachu, oraz w przemyśle spożywczym jako „aromat naturalny”. Dawniej stosowany w medycynie jako panaceum.
Główne składniki
- kastoramina i jej pochodne
- fenole
- p-metoksyacetofenen
- salicylan benzylu
- aldehyd salicylowy
- pirazyny
- pochodne quinozaliny